# 百百目鬼

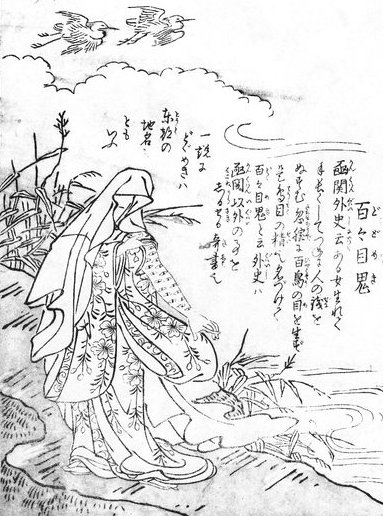
鳥山石燕在《今昔畫圖續百鬼》裡所繪的百百目鬼

百百目鬼（とどめき、どどめき）或百目鬼、百目妖（どうめき）是在日本傳說的妖怪之一。在鸟山石燕的《今昔画図続百鬼》有记载。

## 概要
外觀為手臂上長有無數眼睛的女性。她原本是人類女性，藉由手長之便偷取他人的財物，後來一群鳥目(日本古代稱中心有洞的錢幣為[鳥目])的精怪附在她手臂上，成了一顆顆眼睛，最終變成了妖怪。

## 遊戲
- 無雙OROCHI系列（光榮公司開發，岡本寛志配音）

## 參看
- 日本妖怪列表